# Bel-šarru-uṣur
Bel-šarru-uṣur bzw. Belšazar (auch Belsazar; spätbabylonisch Bel-šarru-uṣur; griechisch Baltạsar; lateinisch Baltạssar) war babylonischer Kronprinz, der von 552 bis 543 v. Chr. an Stelle seines Vaters Nabonid die Regierungsgeschäfte führte. Sein Name bedeutet „Bēl beschütze den König“.

## Historische Quellen
Zahlreiche Wirtschaftsurkunden aus Babylonien bezeugen Belšazars Regentschaft. In der Nabonid-Chronik wird unter anderem auch die Abstammung Belsazars von Nabonid bezeugt: „Der Sohn des Königs … war im Lande Akkad (Babylonien), während sich Nabonid in Tayma (in Arabien) aufhielt.“

## Biblische Überlieferung (Buch Daniel)
In dem Buch Daniel des Alten Testamentes wird Belšazar als ein König und als Sohn Nebukadnezar II. bezeichnet.
Aber „Sohn“ bedeutet in den biblischen Sprachen „männlicher Nachfahre“, schließt also Enkel und so weiter ein. Ebenso erklärt sich die biblische Bezeichnung „Nebukadnezar, Vater des Belšazar“ aus der semitischen Sprachgewohnheit, auch Vorväter als Väter zu bezeichnen. So wird der Ausdruck „Sohn Davids“ auch für einen entfernten Nachkommen Davids genutzt.
Belšazar erscheint eine geisterhafte „Schrift“ an einer Wand seines Palastes. Belšazar bittet seine Gelehrten, diese Schrift zu deuten. Nachdem sie gescheitert sind, lässt er den Propheten Daniel holen, der ihm diese Schrift auslegt: „Mene: Gezählt, das heißt, Gott hat gezählt die Tage Deiner Königsherrschaft und sie beendet. Tekel: Gewogen, das heißt, Du wurdest auf der Waage gewogen und für zu leicht befunden. Peres (U-parsin): Zerteilt wird Dein Königreich und den Persern und Medern übergeben“ (siehe Menetekel). Noch in derselben Nacht wird Belšazar ermordet und sein Reich unter Persern und Medern geteilt (Dan 5,28 ).

## Historischer Bezug
Möglich ist, dass der biblischen Überlieferung historische Ereignisse zugrunde liegen und Belšazar tatsächlich von einem Marduk-Priester ermordet worden ist. Er war jedoch zu keinem Zeitpunkt König Babyloniens, sondern bis zur Rückkehr Nabonids dessen Stellvertreter. Somit bezeichnet „König“ seine Dienststellung als Regent, die auch daran zu erkennen ist, dass Daniel die Dienststellung des Dritten im Reich angeboten wird, während Belšazar offenbar der Zweite im Reich war. Belšazar war nicht, wie oft nach dem Buch Daniel geschlossen wurde, der letzte König des babylonischen Reiches. Letztmals wird er als Stellvertreter im 13. Regierungsjahr des Nabonid genannt, den er seit dem 4. Regierungsjahr seit der Thronbesteigung vertrat. Nach der Rückkehr des Babylonierkönigs aus Tayma, einer Oase in dem heutigen Saudi-Arabien, ist Belšazar in den schriftlichen Quellen nicht mehr genannt worden.
Daniels Funktion, von den Redaktoren als weisheitlicher Omendeuter beschrieben, kann mit dem Amt einer Entu-Priesterin beziehungsweise eines Wahrsagers (akkadisch: ašipu) verglichen werden, das im babylonischen Reich die Omendeutungen oder Beschwörungen enthielt. Nabonid regierte nach seiner Rückkehr weitere drei Jahre. In den Nabonid-Chroniken ist ein vorzeitiger Tod seines Sohnes jedoch nicht vermerkt. In diesem Zusammenhang ist auch bedeutsam, dass den Nachkommen des Babylonierkönigs kein nachfolgendes Königtum geweissagt worden ist.

## Künstlerische Bearbeitungen

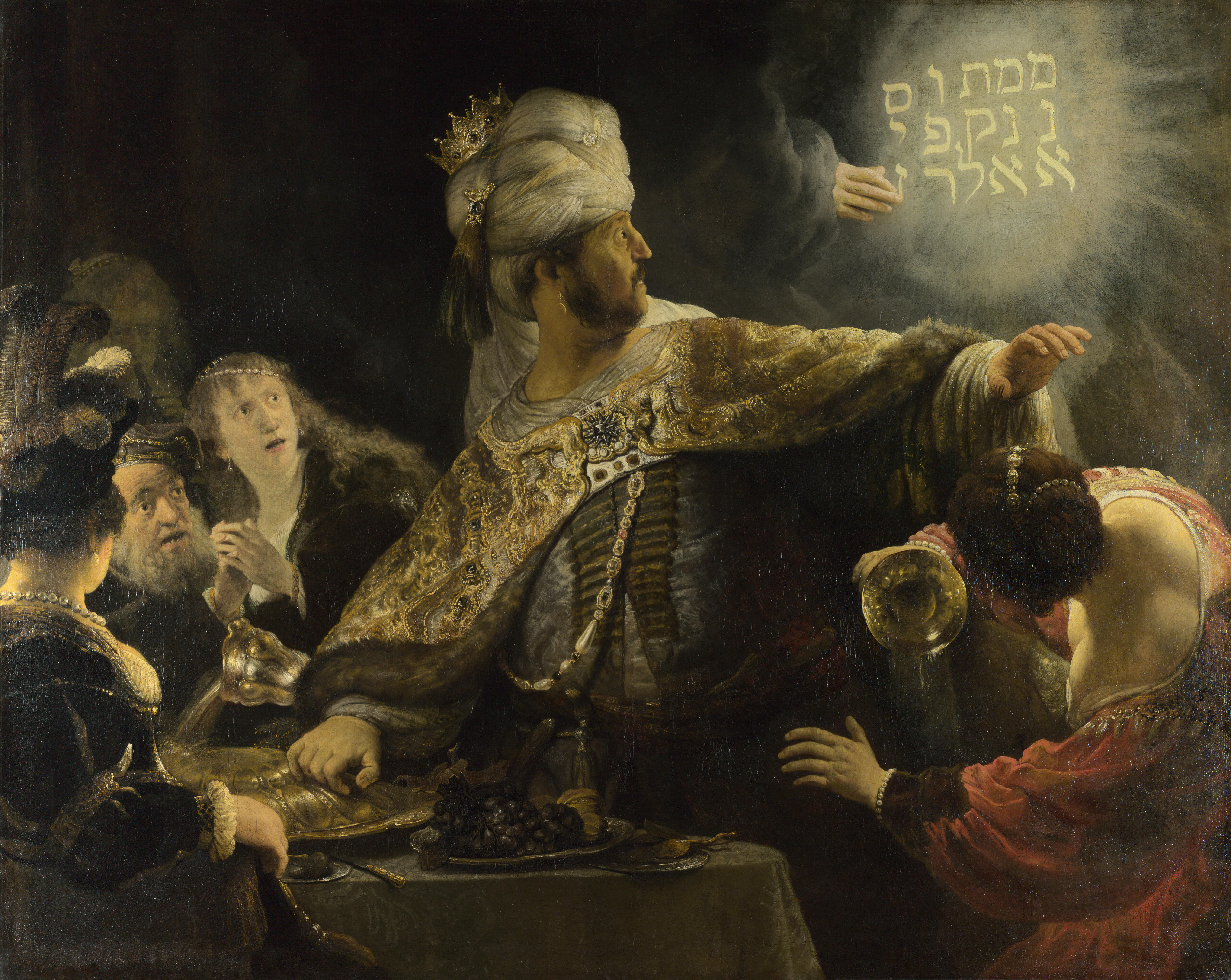
Rembrandt van Rijn:
Das Gastmahl des Belsazar

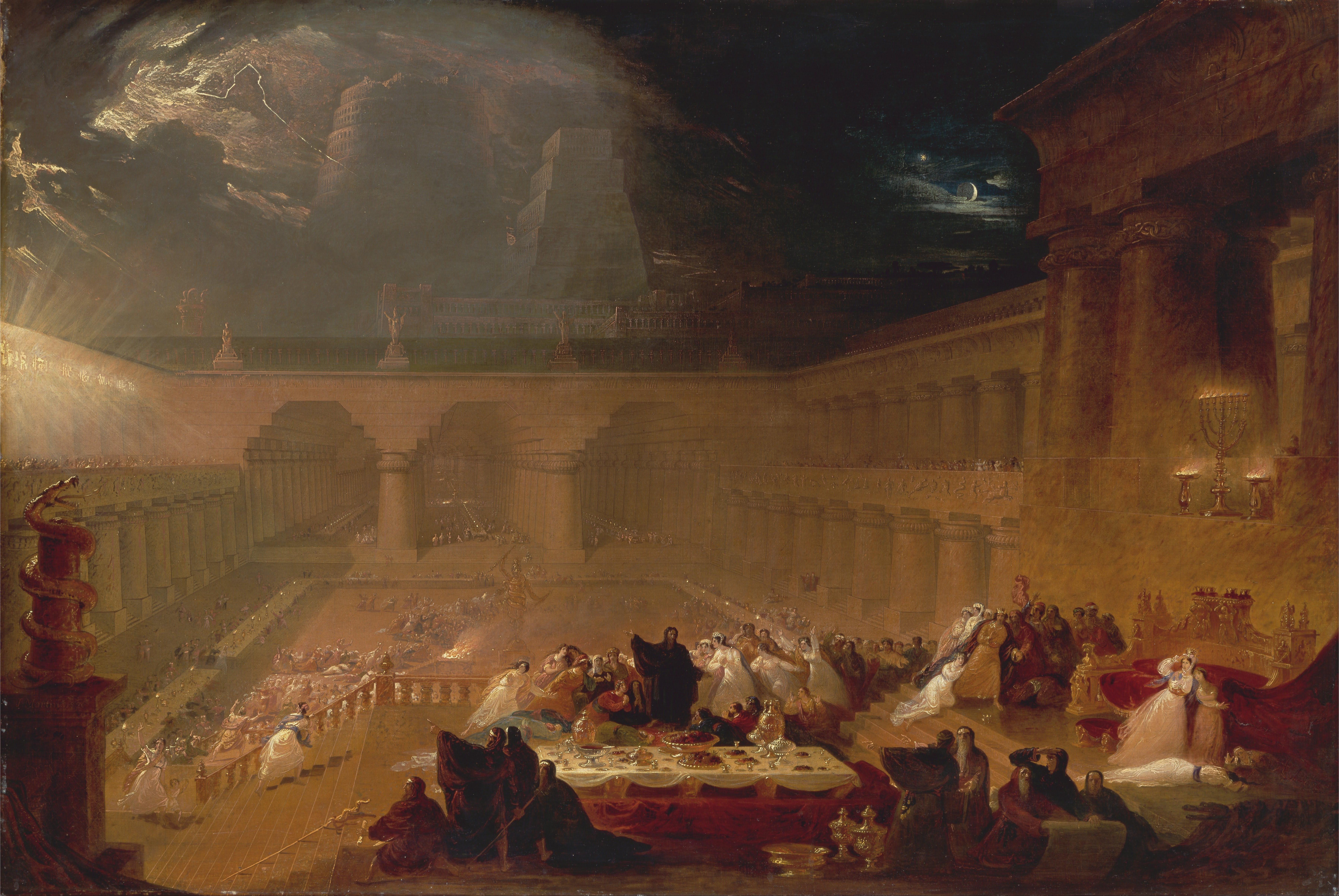
John Martin:
Belshazzar’s Feast

Der Stoff des Belsazar ist Grundlage für zahlreiche künstlerische Bearbeitungen.
- Rembrandt van Rijn malte um 1636 Das Gastmahl des Belsazar
- Georg Philipp Telemanns Oper Das Ende der Babylonischen Monarchie oder Belsazer (TWV 21:11) nach dem Libretto von Joachim Beccau wurde 1723 uraufgeführt
- Georg Friedrich Händel komponierte 1745 das Oratorium Belshazzar
- Gioachino Rossinis frühe Oper Ciro in Babilonia (1812) handelt ebenfalls vom Gastmahl des Belsazar
- George Gordon Byrons Hebrew Melodies (Hebräische Gesänge, 1815) enthalten das Gedicht Vision of Belshazzar (№ 16)[8]
- Heinrich Heine verfasste 1820 die Ballade Belsatzar, die in seinem Buch der Lieder erschienen ist.
- John Martin malte um 1821 Belshazzar's Feast
- Robert Schumann vertonte Heines Text 1840 als Ballade für eine tiefe Singstimme und Klavier (op. 57)
- Hennie Raché erweiterte die biblische Schilderung in ihrem 1904 erschienenen Einakter Belsazar um eine Protagonistin: Rahel, eine jüdische Gefangene, die insgeheim den Propheten Daniel liebt und von König Belsazar begehrt wird
- William Walton komponierte eine Kantate mit dem Titel Belshazzar's Feast (UA Leeds, 1931)
- Das Iron Maiden Lied The Writing on the Wall und das dazugehörige Musikvideo sind von dem biblischen Stoff inspiriert.[9]